# Lucía Varela
Lucía Varela Gómez, född 10 oktober 2003 i A Coruña i Spanien, är en volleybollspelare (center). Hon har spelat med Spanien och har spelat för klubbar i Spanien, Italien och Frankrike. 
Med landslaget har hon deltagit vid flera EM och European Volleyball League.